# Socket P
Socket P är en processorsockel för bärbara och lågeffekt-Intelprocessorer (Core 2 Duo och Quad, Pentium Dual-Core och Celeron M). Även om Socket P har samma kontaktmängd som Socket M och Socket 478 (478 kontakter) är de inte elektriskt kompatibla.